# Stirexephanes melanarius
Stirexephanes melanarius är en stekelart som beskrevs av Cameron 1912. Stirexephanes melanarius ingår i släktet Stirexephanes och familjen brokparasitsteklar. Inga underarter finns listade i Catalogue of Life.